# فهرست روش‌های آنالیز مواد
- پذیرفتاری مغناطیسی (χ)
- طیف‌سنجی جذب اتمی (AAS)
- اثر اوژه (AED)
- طیف‌بینی الکترون اوژه (AES)
- میکروسکوپ نیروی اتمی (AFM)
- تئوری بی ای تی (BET)
- انتقال انرژی رزونانسی فورستر (BRET)
- طیف‌بینی رامان ضد استوکس همدوس (CARS)
- پراش الکترون (CBED)
- میکروسکوپ الکترونی (CCM)
- کاتدتابناکی (CL)
- ولتامتری چرخه‌ای (CV)
- طیف‌سنجی امپدانس الکتروشیمیایی (Dielectric spectroscopy)
- گرماسنجی روبشی تفاضلی (DSC)
- گرماسنجی تفاضلی (DTA)
- طیف‌سنجی پراش انرژی پرتو ایکس (EDAX)
- طیف‌سنجی پراش انرژی پرتو ایکس (EDS یا EDX)
- برق‌درخشی (EL)
- بلورنگاری الکترونی (Electron crystallography)
- ریزکاو الکترونی (EPMA)
- تشدید پارامغناطیسی الکترون (EPR)
- طیف‌بینی فوتوالکترون پرتو ایکس (ESCA)
- میکروسکوپ الکترونی روبشی (ESEM)
- تشدید پارامغناطیسی الکترون (ESR)
- باریکه یونی متمرکز (FIB)
- انتقال انرژی رزونانسی فورستر (FRET)
- طیف‌سنجی تبدیل فوریه (FTIR)
- کروماتوگرافی گازی (GLC)
- کروماتوگرافی مایعی کارا (HPLC)
- طیف‌بینی الکترون اوژه (IAES)
- طیف‌بینی فروسرخ (IRS)
- میکروسکوپ الکترونی (IVEM)
- طیف‌بینی فروشکست القایی لیزری (LIBS)
- جذب و یونش لیزری با ماتریکس (MALDI)
- برآرایی باریکه مولکولی (MBE)
- میکروسکوپ نیروی مغناطیسی (MFM)
- ام‌آرآی (MRI)
- طیف‌سنجی جرمی (MS)
- طیف‌بینی موسباور (Mössbauer spectroscopy)
- فراکافت شیمیایی نوترونی (NAA)
- طیف‌سنجی تشدید مغناطیسی هسته‌ای (NMR)
- میکروسکوپ نوری روبش میدان نزدیک (NSOM)
- طیف گسیلی (OES)
- نورتابناکی (PL)
- طیف‌سنجی رامان (Raman)
- میکروسکوپ الکترونی (REM)
- پراش پرتو ایکس در زوایای کوچک (SAXS)
- بیضی‌سنجی (SE)
- کروماتوگرافی اندازه‌ای (SEC)
- میکروسکوپ الکترونی روبشی (SEM)
- بیناب‌نمایی ارتقاء یافته سطحی رامان (SERS)
- میکروسکوپ هدایت یونی روبشی (SICM)
- طیف‌سنجی جرمی یون ثانویه (SIMS)
- میکروسکوپ نوری روبش میدان نزدیک (SNOM)
- مقطع‌نگاری رایانه‌ای تک‌فوتونی (SPECT)
- میکروسکوپ پراب پویشی (SPM)
- اثر اشتارک (Stark spectroscopy)
- میکروسکوپ تونلی روبشی (STM)
- میکروسکوپ الکترونی عبوری (TEM)
- آزمون فراصوت (Ultrasonic testing)
- طیف‌سنجی مرئی-فرابنفش (UPS)
- طیف‌سنجی مرئی-فرابنفش (UV-Vis)
- طیف‌بینی الکترون اوژه (XAES)
- بلورشناسی پرتو ایکس (X-ray)
- طیف‌بینی فوتوالکترون پرتو ایکس (XPEEM)
- طیف‌بینی فوتوالکترون پرتو ایکس (XPS)
- بلورشناسی پرتو ایکس (XRD)